# Wilfred Lau
Wilfred Lau Ho-Lung (Hong Kong, 13 de agosto de 1976) es un cantante y actor hongkonés. También se le conoce como "師兄" (C-Hing) en la industria del entretenimiento. Fue ganador de la 16 ª anual del "New Talent Singing Awards International Finals" en 1997, muchos oyentes han comparado su voz, con la de Eason Chan.
Wilfred asistió a la "St. Joseph's Primary School" (聖 若瑟 小學), durante su educación primaria. Respecto a su educación secundaria es desconocida. Desde su niñez, tuvo siempre el deseo de ser un cantante profesional, pero su maestro le hizo renunciar a su sueño. A los 21 años de edad, después asistir a conciertos como la de Anita Mui y Andy Hui, finalmente tuvo el valor suficiente para ingresar en 1997 al "New Talent Singing Awards International Finals", donde obtuvo el primer lugar (como el premio de Oro), Premio al mejor intérprete (最佳 演繹 大獎 ) y Premio al Mejor Arte Potencial de Rendimiento (最具 演藝 潛質 獎).

## Discografía
- Start Up (6/3/2004)
- Singing in the Ring (12/30/2004)
- Past & Present (CD+VCD) (9/23/2005)
- All The Best 新歌+精選 (CD+VCD) (7/30/2006)
- All The Best 新歌+精選 (CD+Live Karaoke DVD) (9/22/2006)
- Le Nouvel Album (EP) (27/6/2008)

Otras compilaciones
- Love 06 (08/09/2006)
- Perfect Match (10/28/2005)
- 細聽... 細說 (11/1/2006)

## Películas
- Moments of Love (2005)
- Lady Cop & Papa Crook (大搜查之女) (2008)
- The Sniper (2009)
- Split Second Murders (2009)
- Fire of Conscience (火龍) (2010)
- Once a Gangster (飛砂風中轉) (2010)
- Frozen (2010)
- Merry-Go-Round (2010)
- Bruce Lee, My Brother (2010)
- Overheard 2 (2011)
- Romancing in Thin Air (2012)
- All's Well, Ends Well 2012 (2012)
- Motorway (2012)
- Diva (2012)
- Doomsday Party (2013)
- Overheard 3 (2014)
- Full Strike (2015)